# آبشار جونس رود
آبشار جونس رود (به انگلیسی: Jones Road Falls) آبشاری است که در همیلتون (انتاریو)، کانادا واقع شده و ارتفاع کلی ریزشگاه آن ۶ متر (۲۰ فوت) است.